# 4400
4400 (The 4400) è una serie televisiva di fantascienza statunitense; sono state prodotte quattro stagioni, andate in onda negli Stati Uniti dal 2004 al 2007. In Italia la serie televisiva è stata trasmessa dal 2006 al 2008.
Il 20 dicembre 2007 Scott Peters, uno dei creatori della serie, ha annunciato nel forum ufficiale che 4400 è stato cancellato.
La serie è stata ideata e scritta da Scott Peters e René Echevarria. La sigla del telefilm è A Place in Time scritta da Robert Phillips e Tim Paruskewitz, cantata da Amanda Abizaid. The 4400 è prodotto da Paramount Network Television insieme a Sky Television, Renegade 83 e la American Zoetrope.
4400 è ambientato a Seattle, ma in realtà venne girato a Vancouver. Il 4400 Center è lo Chan Centre for the Performing Arts alla University of British Columbia.

## Trama

### Prima stagione
Una sfera luminosa, inizialmente scambiata per una cometa, colpisce la Terra finendo sulla riva di un lago. Svanita la sfera, 4400 individui scomparsi anni prima in circostanze misteriose riappaiono senza mostrare il minimo segno di invecchiamento. I "ritornati", inizialmente considerati coloro che nell'ultimo secolo sono stati rapiti dagli alieni, vengono prima messi in quarantena; poi, sotto pressione della popolazione mondiale, giacché non vengono trovate ragioni per il loro isolamento, vengono rimessi in libertà e reintegrati nella società. Lentamente i 4400 scoprono di avere poteri paranormali come la telecinesi o la preveggenza.
A seguire il fenomeno viene incaricata l'NTAC (National Threat Assessment Command), una divisione della NSA. L'agente responsabile è inizialmente Tom Baldwin e poi Diana Skouris che adotta una bambina facente parte dei 4400, Maia, in grado di prevedere il futuro.
Uno dei 4400, Shawn Farell, nipote di Tom, scopre di avere il potere di guarire le persone e decide di guarire suo cugino Kyle che da tre anni è in coma. Kyle, una volta risvegliatosi, si comporta in modo strano. Nel frattempo Lily Moore, un'altra dei 4400, scopre che il marito si è risposato e si innamora di un altro dei 4400, Richard Tyler, pilota scomparso negli anni cinquanta. Lily scopre di essere incinta dopo il suo ritorno.
Alla fine della prima stagione si scopre che a rapire i 4400 sono stati degli uomini provenienti dal futuro, che li hanno dotati di poteri per migliorare il presente e per impedire l'estinzione della razza umana. A dire queste cose a Tom è Kyle che è stato usato come tramite dagli uomini del futuro.

### Seconda stagione
Kyle, una volta tornato in sé, decide di iscriversi all'università. Ma viene ancora controllato dagli uomini del futuro che lo spingono a uccidere Jordan Collier, il fondatore del 4400 center. Nel frattempo Lily partorisce una figlia, Isabelle, che già a pochi mesi ha dei poteri che usa anche per uccidere o fare del male a chi la spaventa.
Tom si ritrova all'improvviso in una realtà parallela dove i 4400 non sono mai stati rapiti e lui è sposato con una di loro. Scopre che è proprio la moglie della realtà alternativa, Alana, colei che l'ha portato in questa dimensione e la convince a tornare insieme nella realtà. I due alla fine iniziano una relazione.
Alla fine della seconda stagione una grave malattia colpisce gran parte dei ritornati. Tom e Diana scoprono che è stata causata dall'inibitore della promicina, sostanza che sviluppa i loro poteri, somministrato segretamente ai 4400 dal governo statunitense in modo da far perdere loro i poteri. Kevin Burkhoff, un geniale scienziato risvegliato dalla sua malattia mentale da uno dei 4400, riesce a trovare un antidoto per guarirli e al termine della serie sembra che molti stiano riacquistando i propri poteri. Kyle si costituisce alla polizia e Isabelle cresce di circa 20 anni in una sola notte. Ma Jordan Collier è veramente morto?

### Terza stagione
Non solo Isabelle è invecchiata di molti anni in pochi istanti; anche sua madre, Lily, è invecchiata di oltre cinquant'anni dopo uno svenimento. Si scopre che c'è un nesso tra l'invecchiamento di Isabelle e quello della madre, e sentendosi in colpa per l'invecchiamento della madre e sperando che con la sua morte la madre ritorni giovane, Isabelle tenta il suicidio ma scopre di essere praticamente immortale. Alla fine del primo doppio episodio della stagione Lily muore.
Nel frattempo l'NTAC deve affrontare il Gruppo Nova, un'associazione di terroristi interna ai 4400. Il gruppo Nova tenta di uccidere le persone coinvolte nello scandalo dell'inibitore della promicina ma non riesce a ucciderne uno, Dennis Ryland, grazie a Tom e Diana. Il Gruppo Nova era finanziato da Shawn che però una volta scoperto che erano dei terroristi li tradisce. Il Gruppo Nova ora vuole vendicarsi di Shawn e lo rende schizofrenico. Ma ciò fa arrabbiare Isabelle, innamorata di Shawn, che con i suoi poteri sgomina l'organizzazione.
Nel frattempo gli uomini del futuro rapiscono Maia e altri bambini ritornati per riportarli nel passato in modo da evitare la catastrofe. Tom riesce però a contattare gli uomini del futuro tentando il suicidio e a convincerli a riportare i bambini scomparsi nel presente. In cambio però dovrà uccidere Isabelle con un loro siero (l'unica cosa che può danneggiarla): Isabelle, mandata nel presente da una fazione degli uomini del futuro che vogliono eliminare i 4400, rappresenta una grande minaccia.
Jordan Collier è ancora vivo e afferma di avere una missione: salvare il mondo dalla catastrofe. La ricomparsa di Collier permette a Kyle di uscire di prigione poiché essendo Collier ancora vivo il suo reato non è più omicidio ma tentato omicidio. Collier fa evadere di prigione i membri del Gruppo Nova e grazie al loro aiuto riesce a rubare la promicina al Governo degli Stati Uniti che voleva creare grazie a essa dei soldati con super poteri in modo da eliminare i 4400. Collier la vuole invece distribuire a tutti in modo che tutte le persone del mondo sviluppino i poteri. La promicina inizia così a diffondersi fra la gente ma il 50% delle persone che prendono la dose muore.
Isabelle, che forniva la promicina al governo statunitense in modo da dare anch'essa un contributo all'eliminazione dei 4400, frustrata per il furto di promicina, decide di uccidere tutte le persone presenti nel 4400 center. Ma viene fermata da Tom, Diana e dal padre Richard che le iniettano la sostanza che gli uomini del futuro avevano dato a Tom per ucciderla, ma invece di morire Isabelle perde semplicemente i suoi poteri.
La stagione termina con Diana che va a vivere in Spagna con il suo nuovo ragazzo, Alana che viene rapita dagli uomini del futuro e con Kyle e la sorella di Diana che prendono la dose.

### Quarta stagione
Kyle dopo aver preso la dose sviluppa come abilità una "amica immaginaria" che solo lui può vedere: Cassie. Cassie gli dà dei consigli. Grazie a Cassie Kyle riesce a svegliare Shawn dal coma iniettandogli della promicina. Cassie fa vedere a Kyle un libro di profezie scritto nei primi del Novecento. Secondo questo libro un messia (che assomiglia molto a Jordan Collier) avrebbe portato Dio in Terra e uno sciamano lo avrebbe guidato tramite le sue visioni. Cassie spiega a Kyle che lui è lo sciamano e che il messia è Jordan Collier.
Nel frattempo Tom scopre che Alana è stata riportata nel passato dagli uomini del futuro per punirlo per non aver ucciso Isabelle. Diana scopre che sua sorella April ha preso la dose e, preoccupata per lei, decide di tornare negli USA. Isabelle è in prigione e scopre che non può riottenere i suoi poteri perché è diventata allergica alla promicina.
Isabelle riesce a evadere di prigione e va da Kyle. Isabelle aiuta Kyle a decifrare un capitolo del libro scritto in una lingua sconosciuta e scopre che quel capitolo è una lista di 200 persone famose che sopravviverebbero sicuramente alla promicina. Secondo il libro, se queste 200 persone prendessero la dose, Dio verrebbe sulla Terra. L'ultimo nome nella lista è Tom Baldwin, il padre di Kyle. Kyle e Isabelle vanno da Jordan Collier e gli parlano della profezia. Jordan crede che il libro sia la via che stava cercando da tempo e che Kyle sia la sua guida.
Nel frattempo Tom e Diana scoprono l'esistenza dei Marchiati, cioè 10 persone possedute da alcuni uomini del futuro. I marchiati, che sono tra l'altro i creatori di Isabelle, vogliono eliminare i 4400. Quando scoprono che Tom e Diana sanno della loro esistenza decidono di marchiare Tom facendolo diventare uno di loro. Ci riescono e dopo alcuni giorni Tom non è più in sé. Nel frattempo Jordan Collier decide di conquistare una parte di Seattle e crea Promise City, un quartiere praticamente abbandonato di Seattle abitato unicamente dalle persone con abilità.
Tom e gli altri marchiati rapiscono Isabelle, le tolgono l'allergia alla promicina, le ridanno i poteri e la costringono a rapire Jordan Collier. Il loro piano è possedere Collier e utilizzare la sua abilità di togliere i poteri per privare tutti i 4400 delle loro abilità. Isabelle, pur essendo diventata buona, è costretta a obbedire loro perché se disobbedisse morirebbe. Quindi rapisce Jordan Collier che viene marchiato.
Intanto però Diana e Meghan Doyle, il capo del NTAC innamorata di Tom, scoprono che Tom è posseduto dai Marchiati e per farlo tornare in sé gli iniettano del polonio radioattivo in modo da uccidere l'ospite dentro di lui, per poi poterlo curare con il potere di Shawn, altrimenti morirebbe. Tom, tornato in sé, decide di fingersi ancora marchiato in modo da liberare Collier, ma gli altri marchiati se ne accorgono e lo imprigionano.
I marchiati ordinano a Isabelle di uccidere Kyle ma Isabelle, innamorata di Kyle, non riesce a ucciderlo e decide di sacrificare la sua vita e, grazie al suo sacrificio, Tom e Collier vengono liberati.
Nel frattempo il fratello di Shawn, Danny, che aveva preso la dose sviluppa come potere quello di emettere promicina per via aerea e di conseguenza il 50% delle persone con cui viene a contatto (tra cui sua madre) muoiono. Danny chiede a Shawn di ucciderlo in modo da far finire il contagio e lui, con molto dolore, lo fa.
A causa del potere di Danny quasi tutti gli abitanti di Seattle sopravvissuti sviluppano un'abilità tanto che l'intera città viene rinominata Promise City. La serie finisce con Kyle che chiede a suo padre di prendere la dose.

## Episodi
| Stagione         | Episodi | Prima TV originale | Prima TV Italia |
| ---------------- | ------- | ------------------ | --------------- |
| Prima stagione   | 6       | 2004               | 2006            |
| Seconda stagione | 13      | 2005               | 2006            |
| Terza stagione   | 13      | 2006               | 2007            |
| Quarta stagione  | 13      | 2007               | 2008            |

## Personaggi e interpreti
- Tom Baldwin (stagioni 1-4), interpretato da Joel Gretsch, doppiato da Tony Sansone.
Agente del NTAC. Si è sposato due volte e ha un figlio, Kyle.
- Diana Skouris (stagioni 1-4), interpretato da Jacqueline McKenzie, doppiata da Paola Valentini.
Agente del NTAC. Ha adottato una bambina facente parte dei 4400, Maia, capace di prevedere il futuro. Ha una sorella che ha approfittato dei poteri di Maia per vincere alla lotteria e che finisce rovinata quando le dà volontariamente un'informazione errata per sapere se tiene veramente a lei.
- Kyle Baldwin (stagioni 1-4), interpretato da Chad Faust, doppiato da Paolo Vivio.
Figlio di Tom. Quando suo cugino Shawn fu rapito dagli uomini del futuro cadde in coma e ci rimase per tre anni fino a quando Shawn lo guarì con il suo potere. Dopo essersi svegliato si comportò in modo strano. Nell'ultimo episodio della prima stagione si scopre che era infatti posseduto da un uomo del futuro che dopo aver svelato a Tom la verità riguardo ai 4400 esce dal suo corpo. Kyle dopo essere tornato in sé si iscrive all'università ma viene ancora posseduto dagli uomini del futuro che lo spingono a uccidere Jordan Collier. Dopo aver ucciso Jordan non viene più posseduto e alla fine della seconda stagione decide di costituirsi alla polizia.
- Shawn Farrell (stagioni 1-4), interpretato da Patrick Flueger, doppiato da Alessandro Tiberi (stagioni 1-2) e da Gabriele Lopez (stagioni 3-4).
Nipote di Tom. Era a bere sulla spiaggia con Kyle quando gli uomini del futuro lo rapirono. Shawn ritornò sulla terra tre anni dopo la sua sparizione e scoprì di avere il potere di curare le persone ma anche di ucciderle. Si fidanza con Nikki che sa dei suoi poteri ma anche suo fratello era fidanzato con Nikki quindi litigano e preso dall'ira Shawn rischia di uccidere suo fratello con il suo potere. Alla fine scappa di casa e si rifugia nel the 4400 center. In seguito alla morte di Collier diventa il capo del 4400 Center.
- Isabelle Tyler (stagioni 2-4), interpretata da Megalyn Echikunwoke (stagioni 3-4), doppiata da Federica De Bortoli.
Figlia di due ritornati, Isabelle, nonostante abbia pochi mesi ha grandi poteri ed è estremamente pericolosa. Infatti nella prima e seconda puntata della seconda stagione uccide due persone che la volevano uccidere perché la credevano figlia del diavolo e in un'altra puntata ha fatto ammalare la prima figlia di sua madre per gelosia. Alla fine della seconda stagione diventa improvvisamente adulta. Nella terza stagione si scopre che è stata mandata da una fazione degli uomini del futuro ostile ai 4400 per eliminarli. Nell'ultima puntata perde i poteri.
- Jordan Collier (stagioni 1-4), interpretato da Billy Campbell, doppiato da Francesco Prando.
Fondatore del 4400 center, dedicato agli scomparsi e ai loro simpatizzanti, prende Shawn sotto la sua protezione. Personaggio molto ambiguo, viene ucciso da Kyle dopo che Maia ha predetto la sua morte. In seguito però resuscita, si mette a capo dei 4400, ruba la promicina al governo statunitense e la distribuisce a tutti.
- Maia Ruthledge Skouris (stagioni 1-4), interpretata da Conchita Campbell, doppiata da Chiara Gioncardi.
Tra le prime persone scomparse, è una bambina capace di prevedere il futuro. Viene adottata da Diana.

## Produzione
Lo sceneggiatore e co-creatore della serie Scott Peters annunciò il 18 dicembre 2007 che a causa dello sciopero degli sceneggiatori, problemi di budget, e bassi ascolti, The 4400 era stato cancellato e non sarebbe ritornato per una quinta stagione, nonostante il cliffhanger della quarta stagione. I fan del telefilm allora tentarono invano di resuscitare la serie, inviando petizioni e semi di girasole (il cibo preferito di uno dei personaggi del telefilm, Kevin Burkhoff) al presidente di SciFi e USA Network Bonnie Hammer. Nell'aprile 2008, la campagna tentò di convincere Jeff Zucker, presidente del gruppo televisivo NBC/Universal, a rinnovare la serie, senza successo.

## Colonna sonora
Il CD della colonna sonora di 4400 è uscito l'8 maggio 2007 ed è stato prodotto da Milan Records. Il CD contiene i seguenti brani:
1. Bosshouse feat. Amanda Abizaid - A Place In Time (sigla 4400)
2. Switchfoot - This Is Your Life
3. People In Planes - Falling By The Wayside
4. Thirteen Senses - Into The Fire
5. Ivy - Worry About You
6. Engineers - How Do You Say Goodbye?
7. Maroon 5 - She Will Be Loved
8. Jacqueline McKenzie - Shy Baby
9. Bedroom Walls - Do the Buildings and Cops Make You Smile?
10. Billie Holiday - Cheek to Cheek
11. John Van Tongeren - Salvation
12. The Landau Orchestra - A Place In Time (strumentale)

Nota: l'ultimo brano non appare nella serie.

## Distribuzione
La prima stagione è una miniserie di sei episodi, che fu mandata in onda ogni settimana dall'11 luglio 2004 all'8 agosto 2004. Le stagioni due, tre e quattro sono formate da 13 episodi ciascuno.
Il 3 giugno 2006, prima dell'inizio della terza stagione fu trasmesso, dalla NBC (proprietaria del canale USA Network), lo speciale: "The 4400: Unlocking the Secrets", della durata di un'ora, che riassumeva le prime due stagioni.
In Italia la serie viene trasmessa su Rai 2. La prima stagione andò in onda il 27 e il 28 febbraio 2006, giorni in cui veniva trasmesso su Rai 1 il Festival di Sanremo. La seconda stagione è stata trasmessa di domenica dal 26 marzo al 23 aprile 2006. Rai 2 ha trasmesso gli episodi della terza stagione ogni martedì alle ore 23.35 dal 17 luglio 2007 al 29 agosto 2007. La quarta e ultima stagione è stata trasmessa ogni sabato, successivamente ogni martedì, alle ore 22.40 su Rai 2 dal 14 giugno 2008 al 23 settembre 2008.
A partire dal 1º giugno 2010 il canale digitale terrestre Rai4 ha trasmesso nella fascia preserale (alle 19.30) un episodio al giorno di 4400, ripartendo dall'inizio.

### DVD
| Stagione | Episodi | Dischi | Data uscita DVD  | Data uscita DVD   | Data uscita DVD | Data uscita DVD | Data uscita DVD | Data uscita DVD |
| Stagione | Episodi | Dischi | Regione 1        | Regione 2         | Regione 4       |                 |                 |                 |
| --- | ------- | ------ | ---------------- | ----------------- | --------------- | --------------- | --------------- | --------------- |
| 1 | 5       | 2      | 21 dicembre 2004 | 10 gennaio 2005   | 10 giugno 2005  |                 |                 |                 |
| Il DVD non contiene contenuti speciali.                                                                                               |         |        |                  |                   |                 |                 |                 |                 |
| 2 | 13      | 4      | 23 maggio 2006   | 5 giugno 2006     | 23 maggio 2006  |                 |                 |                 |
| Contenuti speciali: featurette e interviste a Jacqueline McKenzie, Joel Gretsch, Craig Sweeny e Ira Steven Behr.                      |         |        |                  |                   |                 |                 |                 |                 |
| 3 | 13      | 4      | 8 maggio 2007    | 23 luglio 2007    | 7 giugno 2007   |                 |                 |                 |
| Contenuti speciali: un'introduzione fatta dal creatore della serie, quattro featurette, sei interviste e blooper.                     |         |        |                  |                   |                 |                 |                 |                 |
| 4 | 13      | 4      | 6 maggio 2008    | 15 settembre 2009 | ?               |                 |                 |                 |
| Contenuti speciali: La nuova era, stagione IV: fazioni in guerra, Jordan Collier: l'uomo grigio, stagione IV: gag reel, scene Inedite |         |        |                  |                   |                 |                 |                 |                 |

## Opere derivate

### Romanzi
Dopo la conclusione della serie sono stati pubblicati quattro romanzi, attualmente disponibili solo in inglese. I primi due sono collocati cronologicamente durante gli avvenimenti della seconda stagione della serie mentre gli ultimi due sono collocati dopo gli avvenimenti della quarta e ultima stagione e danno un vero finale alla serie, senza storyline lasciate in sospeso e cliff-hanger.
- The Vesuvius Prophecy, il primo romanzo, uscì nel giugno 2008. Ambientato durante la terza stagione della serie, in questo romanzo Maia profetizza l'eruzione del Monte Rainier.[14]
- Wet Work è il secondo romanzo. Pubblicato nell'ottobre 2008, è ambientato durante la seconda stagione. Tom e Diana tentano di fermare un'assassina che usa i suoi poteri per uccidere.[15]
- Welcome to Promise City è il terzo romanzo della serie, e il primo narrato dopo gli eventi dell'episodio conclusivo della serie. Venne pubblicato il 28 luglio 2009.[16]
- Promises Broken è il quarto romanzo della serie, e il secondo ambientato dopo gli eventi dell'episodio conclusivo. Venne pubblicato nel novembre 2009, e secondo il suo autore è il "grande finale" della serie.[17]

## Reboot
Un reboot della serie, negli Stati Uniti d'America conosciuto con il titolo di 4400, è stato annunciato il 7 novembre 2018 e trasmesso dal 25 ottobre 2021 su The CW.